# Koreničko polje
Koreničko polje – polje w Chorwacji, położone na terenie Liki i Krbavy.

## Opis
Zajmuje powierzchnię 10,9 km². Jego wymiary to 8 × 3 km. Rozciąga się pomiędzy Plješevicą, Mrsinjem a Krbavskim poljem. Jego wysokość bezwzględna waha się w przedziale 637–662 m n.p.m. Na południowym wschodzie graniczy z Bijelim poljem, od którego oddzielone jest wapiennym wzgórzem.
Przez polje przepływają m.in. ponornice Korenica i Saviljevac.
Wyżej położona część polja wykorzystywana jest do uprawy roślin, a część niższa do wypasu bydła.
Przebiegają przez nie drogi Zagrzeb – Korenica – Gračac – Knin – Split, Senj – Otočac – Korenica i Karlobag – Gospić – Korenica. Główne miejscowości polja to: Korenica, Kompolje Koreničko, Vrelo Koreničko i Rudanovac.